# Fibrolyse diacutanée
Pour les articles homonymes, voir Crochetage (homonymie).
La fibrolyse diacutanée ou crochetage est une approche de physiothérapie qui est utilisée dans la prise en charge de certains troubles musculosquelettiques modérés. Elle repose sur l’utilisation de crochets métalliques calibrés pour mobiliser les tissus conjonctifs de façon plus précise et profonde que la manipulation manuelle.

## Technique
La technique repose sur l'hypothèse que certains troubles musculo-squelettiques seraient liées à des adhérences. Le crochetage favoriserait le glissement entre les différentes structures anatomiques grâce à son effet de "fibrolyse". Elle permettrait en plus d’arriver à des zones difficilement accessibles aux doigts du praticien pénétrant dans les structures pathologiques. Cette technique, indiquée dans de nombreuses affections d’étiologie mécanique, est en cours d'évaluation,,.